# Lac Poncheville
Pour les articles homonymes, voir Poncheville.
Le lac Poncheville est un plan d'eau douce de la partie Sud du territoire de Eeyou Istchee Baie-James (municipalité), dans la région administrative du Nord-du-Québec, dans la province de Québec, au Canada. La partie Sud du lac fait partie des cantons de Des Combes et de Grandfontaine.
La foresterie constitue la principale activité économique du secteur. Les activités récréotouristiques arrivent en second, grâce à un plan d’eau navigable d’une longueur de 60,9 km, reliant les lacs Opataouaga, "Lac de la Hauteur des Terres" et le lac Poncheville. En sus, le lac Quénonisca (situé au Nord) d’une longueur de 52,1 km offre un autre plan d’eau navigable qui se relie à la rivière Broadback.
Le bassin versant du lac Poncheville est accessible grâce à une route forestière (sens Est-Ouest) venant de l’Ouest et reliant la route allant vers le Nord.
La surface du lac Poncheville est habituellement gelée du début novembre à la mi-mai, toutefois la circulation sécuritaire sur la glace se fait généralement de la mi-novembre à la mi-avril.

## Géographie
Ce lac a une longueur de 37,1 km sous forme de crochet inversé, une largeur maximale de 7,7 km et une altitude de 269 m. Ce lac comporte deux grandes baies s'avançant dans la rive est sur 14,4 km (celle du sud) et sur 13,4 km (celle du Nord).
La rivière Poncheville (affluent du lac Maicasagi) traverse vers le Sud-Ouest le lac Poncheville dans le sens de la longueur.
Le lac Poncheville s’approvisionne du côté ouest par la décharge du lac Ouescapis et du côté est
par la décharge du « Lac de la Hauteur des Terres » lequel se déverse au fond d’une baie s’étirant vers le nord-est sur 5,3 km.
L’embouchure de ce lac Poncheville est située au Nord et est directement connectée au lac Opataouaga par le détroit de Sable (longueur : 7,5 km. Cette embouchure est localisée au fond d’une baie, à :
- 10,9 km au sud de l’embouchure du lac Opataouaga ;
- 56 km au sud de l’embouchure du lac Quénonisca (confluence avec la rivière Broadback) ;
- 90,0 km au sud-est de l’embouchure du lac Evans ;
- 202 km à l’est de l’embouchure de la rivière Broadback (confluence avec la Baie de Rupert) ;
- 119 km au nord-est du centre-ville de Matagami ;
- 53,4 km au nord-ouest du centre du village de Waswanipi[1].

Les principaux bassins versants voisins du lac Poncheville sont :
- côté nord : lac Opataouaga, lac Quénonisca, lac Salamandre ;
- côté est : rivière Chensagi Ouest, rivière Chensagi Est, rivière Chensagi, rivière Maicasagi ;
- côté sud : rivière Canet, rivière Waswanipi, lac au Goéland (rivière Waswanipi), lac Olga (rivière Waswanipi), lac Matagami ;
- côté ouest : lac Ouescapis, rivière Muskiki, lac Soscumica, rivière Nottaway.

## Toponymie
Ce plan d’eau est indiqué sur une carte de 1898 sous l'appellation « Opitawakan L. ». Ce terme d’origine algonquin ou cri signifierait « lac de l'endroit élevé ». L'élévation du lac est de 12 m de plus la surface du lac Quénonisca lequel est situé en aval.
Un document cartographique de 1911 désigne plutôt ce plan d’eau sous l’appellation de « Lady Beatrix Lake », nom de l'une des deux filles du marquis de Lansdowne, gouverneur général du Canada de 1883 à 1888. Cette désignation toponymique subsistera dans les documents jusqu'en 1963, alors qu'un nouveau toponyme a été officialisé qui évoque le chanoine Charles Thellier de Poncheville (1875-1956). Provenant d'une famille de vieille noblesse, Poncheville naît à Valenciennes.
Il est ordonné prêtre à Lille, en 1900. Ce pionnier du catholicisme social vint une première fois à Montréal, lors du Congrès eucharistique de 1910. Aumônier militaire pendant la Grande Guerre (1914-1918), il était présent, en 1916, à la bataille de Verdun. Subséquemment, il reviendra à plusieurs reprises au Canada, notamment en 1917, afin de prêcher le carême à la basilique Notre-Dame de Montréal. Ardent défenseur de notre pays en France, Poncheville a publié de nombreux sermons et ouvrages religieux ainsi que quelques articles sur le Canada français. Le toponyme "lac Poncheville" a été officialisé le 5 décembre 1968 par la Commission de toponymie du Québec lors de sa création.